# Henry Clay (Ruderer)
John Henry Clay (* 20. März 1955) ist ein ehemaliger britischer Ruderer, der 1980 die olympische Silbermedaille im Achter gewann.

## Karriere
Henry Clay belegte 1972 mit dem britischen Achter den sechsten Platz bei den Junioren-Weltmeisterschaften. 1973 wechselte er zusammen mit Crispin Money-Coutts in den Zweier ohne Steuermann und gewann die Silbermedaille hinter dem Junioren-Zweier aus der DDR.
Clay studierte an der University of Cambridge und nahm dreimal für Cambridge am Boat Race teil, 1975 gewann er mit seiner Crew. Bei den Olympischen Spielen 1976 in Montreal ruderte er zusammen mit David Sturge im Zweier ohne Steuermann. Nach dem vierten Platz im Vorlauf und dem zweiten Platz im Hoffnungslauf belegten die Briten in Halbfinale und B-Finale jeweils den letzten Platz und rangierten am Ende als Olympiazwölfte. Bei den Weltmeisterschaften 1977 in Amsterdam belegte Clay mit dem britischen Achter den fünften Platz.
Drei Jahre später bei den Olympischen Spielen 1980 in Moskau bestand der britische Achter aus Duncan McDougall, Allan Whitwell, Henry Clay, Chris Mahoney, Andrew Justice, John Pritchard, Malcolm McGowan, Richard Stanhope und Steuermann Colin Moynihan. Die Briten belegten im Vorlauf den zweiten Platz hinter dem sowjetischen Achter und im Hoffnungslauf den zweiten Platz hinter dem australischen Achter. Im Finale siegte der Achter aus der DDR mit fast drei Sekunden Vorsprung vor den Briten, die ihrerseits 0,74 Sekunden Vorsprung auf den sowjetischen Achter hatten.